# Moinhos de Vento (Porto Alegre)
Moinhos de Vento é um bairro nobre da zona central da cidade brasileira de Porto Alegre, capital do estado do Rio Grande do Sul. Foi criado pela Lei 2022 de 7 de dezembro de 1959. Em 2019 o bairro contava com: 11.937 habitantes, distribuídos por seus 131,2 hectáres, com uma densidade populacional de 9.098,32 hab./km². A taxa de analfabetismo do bairro era de 0,32%, acentuadamente menor que o índice geral de Porto Alegre que era de 3,86%. A renda média era de 12,03 salários mínimos por domicílio. O seu Índice de Desenvolvimento Humano Municipal é de 0,958, muito elevado em comparação o índice de 0,805 da cidade.

## Histórico[3]

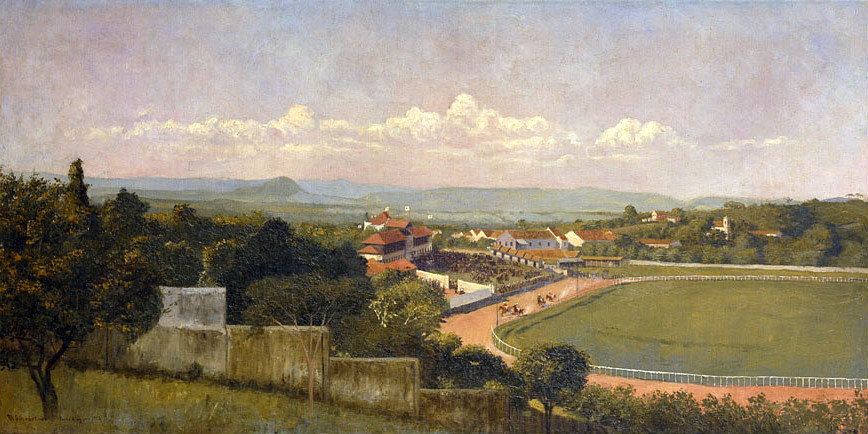
O Prado de Porto Alegre (1922), por Pedro Weingärtner.

O bairro Moinhos de Vento ganhou este nome devido aos Caminhos dos Moinhos de Vento (que, a partir de 1939, passou a chamar-se Rua Vinte e Quatro de Outubro) e que possuía moinhos trazidos pelas famílias de açorianos que ali se estabeleceram e plantavam e moíam trigo.
O crescimento do bairro teve impulso em 1893, com a implantação pela Companhia Carris da linha de bonde Independência. A abertura do Prado Independência, em 1894, foi outro fator que colaborou para o progresso do bairro. Em 1959, o prado foi transferido para o bairro Cristal, e passou a chamar-se Hipódromo do Cristal e, o estádio do Grêmio FOOT-Ball Portoalegrense até 1954,que passou a existir o Parque Moinhos de Vento , (o "Parcão"), que se tornou o maior atrativo da região.
A construção da Hidráulica Moinhos de Vento, em 1904, ocasionou a abertura de diversas ruas nas suas proximidades.
Na divisa com o bairro Independência, inaugurou-se em 1927 o Hospital Alemão que, a partir de 1942, em razão da Segunda Guerra Mundial e da rejeição ao nazismo, passou a se chamar Hospital Moinhos de Vento.
De 1961 a 1994, o Moinhos de Vento teve um "cinema de rua" chamado Cine Coral, originalmente criado como "Cine Moinhos de Vento". Esse espaço funcionou no térreo de um prédio da Avenida Vinte e Quatro de Outubro, em frente ao Parcão, até o dia em que fechou as portas em razão da concorrência com shopping centers. Em julho de 2012, houve uma mobilização de dezenas pessoas interessadas em revitalizar o espaço do antigo Cine Coral e criar um teatro ou um centro cultural para o bairro.

### Episódios chocantes
Dois crimes envolvendo a classe política gaúcha, e ambos sem uma solução até hoje, marcaram a história do Moinhos de Vento.
O primeiro deles foi o rumoroso Caso Kliemann, ocorrido em junho de 1962: Margit Kliemann, a esposa do deputado estadual Euclides Nicolau Kliemann, foi encontrada morta em seu casarão na Rua Barão de Santo Ângelo, com a cabeça despedaçada ao pé da escada. O viúvo foi acusado de ter sido o autor da morte trágica de Margit e, um ano e dois meses depois, acabou assassinado por um vereador de Santa Cruz do Sul e inimigo político.
O segundo crime, mais difundido pela imprensa do que o primeiro, foi o Caso Daudt, ocorrido em junho de 1988, quando o radialista e deputado estadual José Antônio Daudt foi assassinado a tiros diante do portão de seu prédio, na Rua Quintino Bocaiúva. O principal suspeito, o médico e deputado estadual Dr. Antônio Dexheimer, acabou absolvido pelo Tribunal de Justiça do Estado do Rio Grande do Sul, e o crime prescreveu em 2008. Comentava-se à época na imprensa gaúcha que Daudt teria tido um caso com a esposa de Dexheimer.

## Características atuais

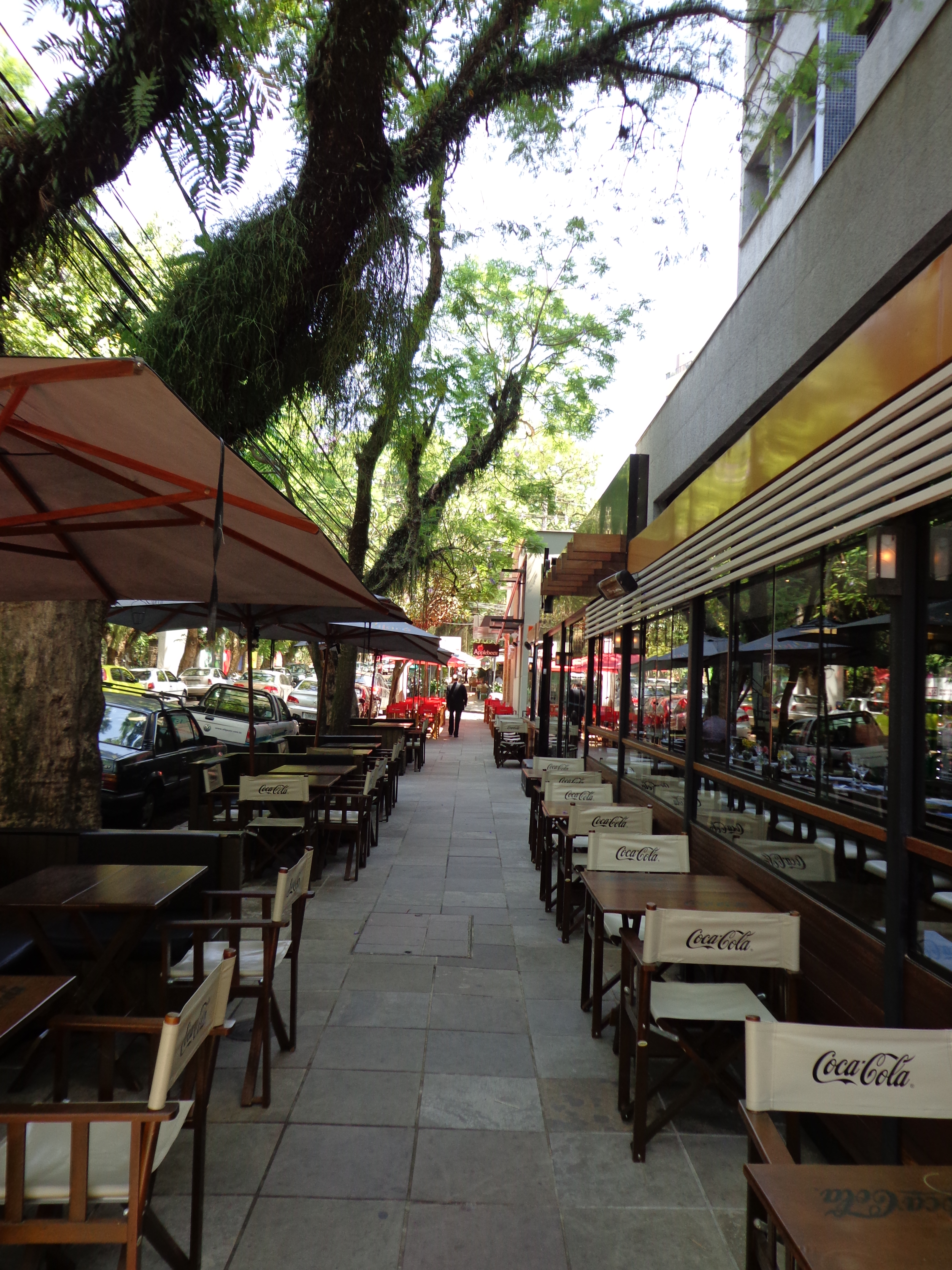
A "Calçada da Fama" de dia.

Bairro de alto padrão, o Moinhos foi bastante modificado nos últimos anos, atráves da construção de muitos edifícios residenciais e com a grande expansão do comércio. Justamente por causa de sua atração para investimentos, ocorrem debates concernentes à preservação de casarões antigos do bairro e a substituição desses por outros prédios mais modernos.
No início da década de 2000, construiu-se um shopping center batizado com o mesmo nome do bairro, o Moinhos Shopping, integrado ao primeiro hotel internacional de cinco estrelas da cidade, o Sheraton Hotel Porto Alegre. Embora pequeno em comparação a outros centros de compras, ele abriga mais de cem lojas, muitas sofisticadas, distribuídas em quatro pavimentos, além de quatro níveis subterrâneos de estacionamento. Em março de 2012, os terrenos do shopping e do hotel foram adquiridos pelo Grupo Zaffari por R$ 220 milhões de reais.
Tal qual outras ruas da cidade, as ruas do Moinhos de Vento costumam ser bastante arborizadas, sendo que algumas se enquadram nos preceitos da "Lei dos Túneis Verdes", criada para proteger vias dessa categoria.
O Moinhos de Vento abriga ainda a Avenida Goethe e a Rua Fernando Gomes, conhecida como "Calçada da Fama". Ambas possuem atrações da noite porto-alegrense, como bares e restaurantes. Outra rua badalada do bairro é a Rua Padre Chagas, com diversos bares, restaurantes e lojas de marcas de luxo. Outra rua que se destaca pelo comércio é a Rua Vinte e Quatro de Outubro.
Inaugurado em 1972, o Parque Moinhos de Vento, popularmente chamado de "Parcão", é frequentado para a prática de exercícios, além de ser cenário para várias atrações culturais. Ao lado do lago do parque, há uma réplica de um moinho açoriano onde um funciona uma biblioteca infantil. Outras opções de lazer incluem os clubes da Associação Leopoldina Juvenil e do Grêmio Náutico União.
Há duas escolas públicas no bairro: a Escola Estadual de Ensino Fundamental Uruguai, próxima das quadras esportivas do "Parcão", e a Escola Municipal de Educação Infantil Cirandinha, que ocupa o antigo prédio da Rádio Gaúcha, ao lado do Parque Tenístico Intendente José Montaury.
Segundo o Censo 2010 do IBGE, o Moinhos de Vento é o bairro que concentra o maior número de idosos da cidade: cerca de 26,9% de seus moradores se encaixam nesse perfil.

## Custo de vida

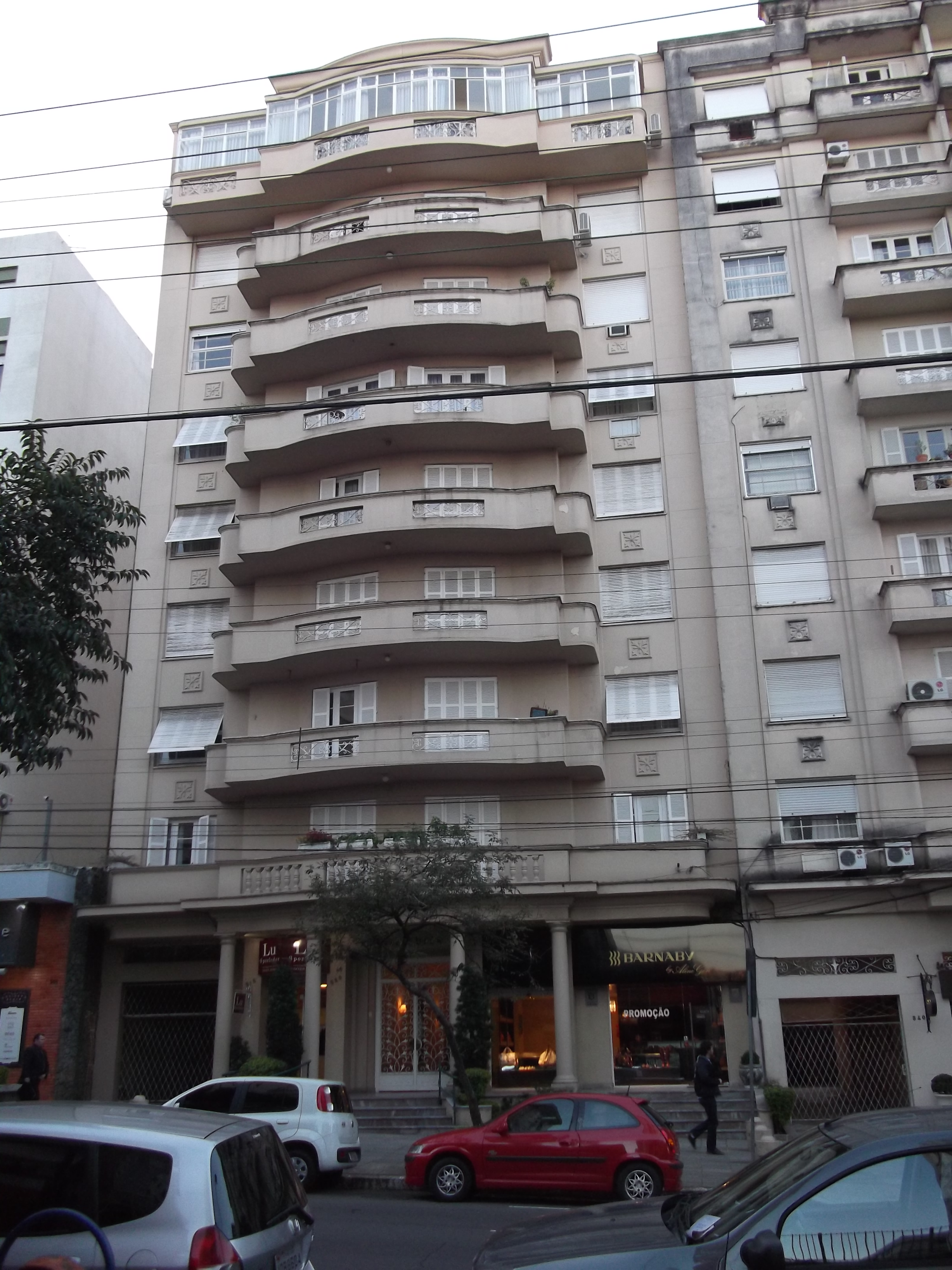
Prédio residencial na Rua Vinte e Quatro de Outubro.

Um levantamento realizado pela Exame/Ibope em 2011 revelou que o Moinhos de Vento é o bairro mais caro de Porto Alegre. Segundo o estudo, os imóveis do bairro sofreram uma considerável alta em seus preços em relação ao ano anterior. O valor do metro quadrado ficou em R$ 12,207 mil reais para imóveis considerados "novos" e R$ 14.065 para os "usados".
Noutro estudo, com foco nas ruas mais caras e valorizadas da cidade, verificou-se dos treze endereços elencados cinco correspondiam a algumas ruas do Moinhos de Vento. A primeira posicionada foi a Rua Marquês do Herval, em função dos recentes lançamentos de alto padrão. Em seguida, veio a Rua Dinarte Ribeiro por concentrar parte dos bares e cafés, dentre outros negócios. Logo depois, posicionou-se a Rua Engenheiro Álvaro Nunes Pereira, onde estão situados os apartamentos de maior tamanho da Capital, com mais de 800 m² de área útil. As demais ruas citadas foram a Santo Inácio, a Barão de Santo Ângelo e a Luciana de Abreu.

## Pontos de referência
Áreas Verdes
- Morro Ricaldone
- Parque Moinhos de Vento
- Parque Tenístico José Mountary
- Praça Doutor Maurício Cardoso

Educação

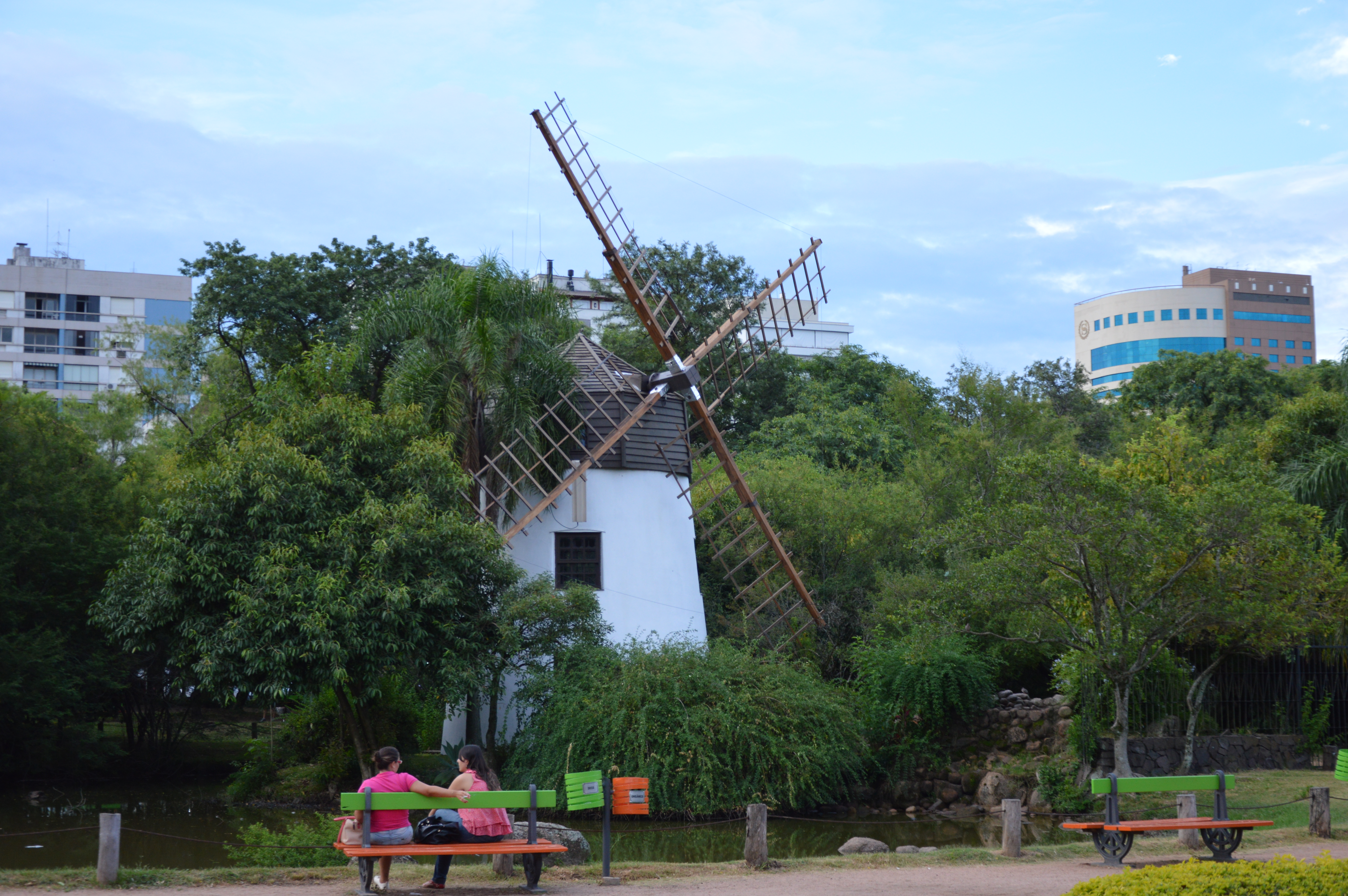
Parque Moinhos de Vento

- Escola Estadual de Ensino Fundamental Uruguai
- Escola Municipal de Educação Infantil Cirandinha

Lazer
- Associação Leopoldina Juvenil
- Sede Moinhos de Vento do Grêmio Náutico União

Outros
- Casario à Rua Félix da Cunha
- Hidráulica Moinhos de Vento
- Moinhos Shopping
- Hospital Moinhos de Vento

## Moradores famosos
- Abramo Eberle, empresário;[24]
- A. J. Renner, empresário, fundador das Lojas Renner;
- Alberto Bins, ex-prefeito de Porto Alegre;
- Florêncio Ygartua, médico e jogador de futebol;
- Ildo Meneghetti, ex-governador do Rio Grande do Sul e ex-presidente do Sport Club Internacional;
- Leonel Brizola, ex-governador do Rio Grande do Sul;
- Loureiro da Silva, ex-prefeito de Porto Alegre;
- Maneco Vargas, ex-prefeito de Porto Alegre;
- Oscar Carneiro da Fontoura, político;
- Gisele Bündchen, top model;[25]

## Limites atuais
Ponto inicial e final: encontro da Rua Ramiro Barcelos com a Avenida Independência; desse ponto segue pela Avenida Independência até a Rua Mostardeiro, por essa até a Rua Coronel Bordini, por essa até a Avenida Cristóvão Colombo, por essa até a Rua Ramiro Barcelos, por essa até a Avenida Independência, ponto inicial. Lei 12.112/16.

## Galeria

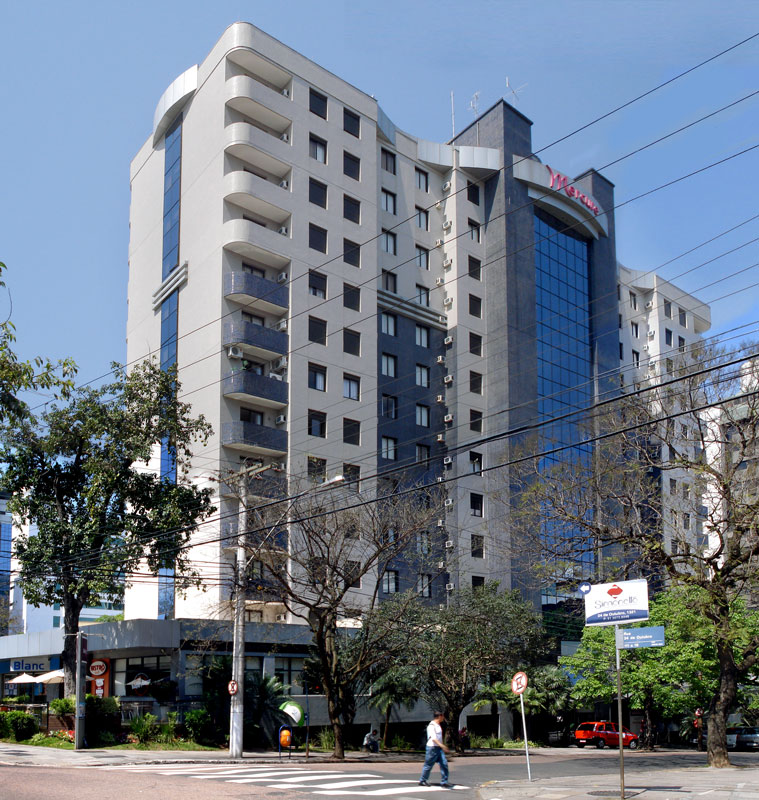
Edifício na Rua 24 de Outubro
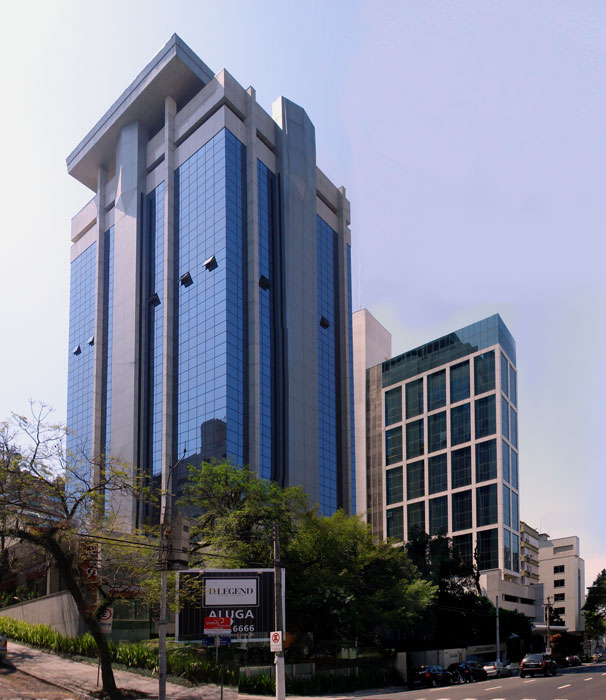
Edifício da Rua Mostardeiro
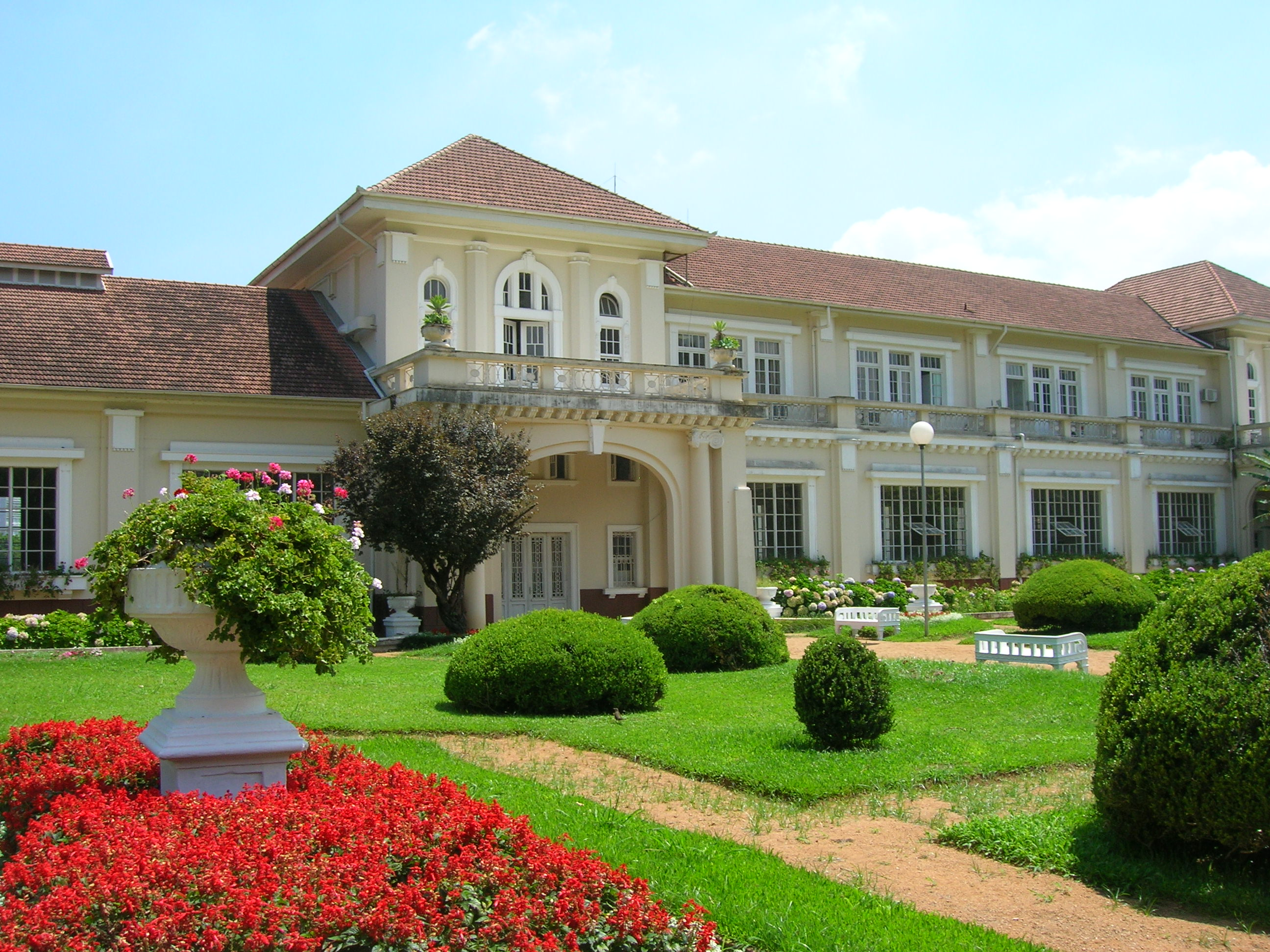
Hidráulica Moinhos de Vento
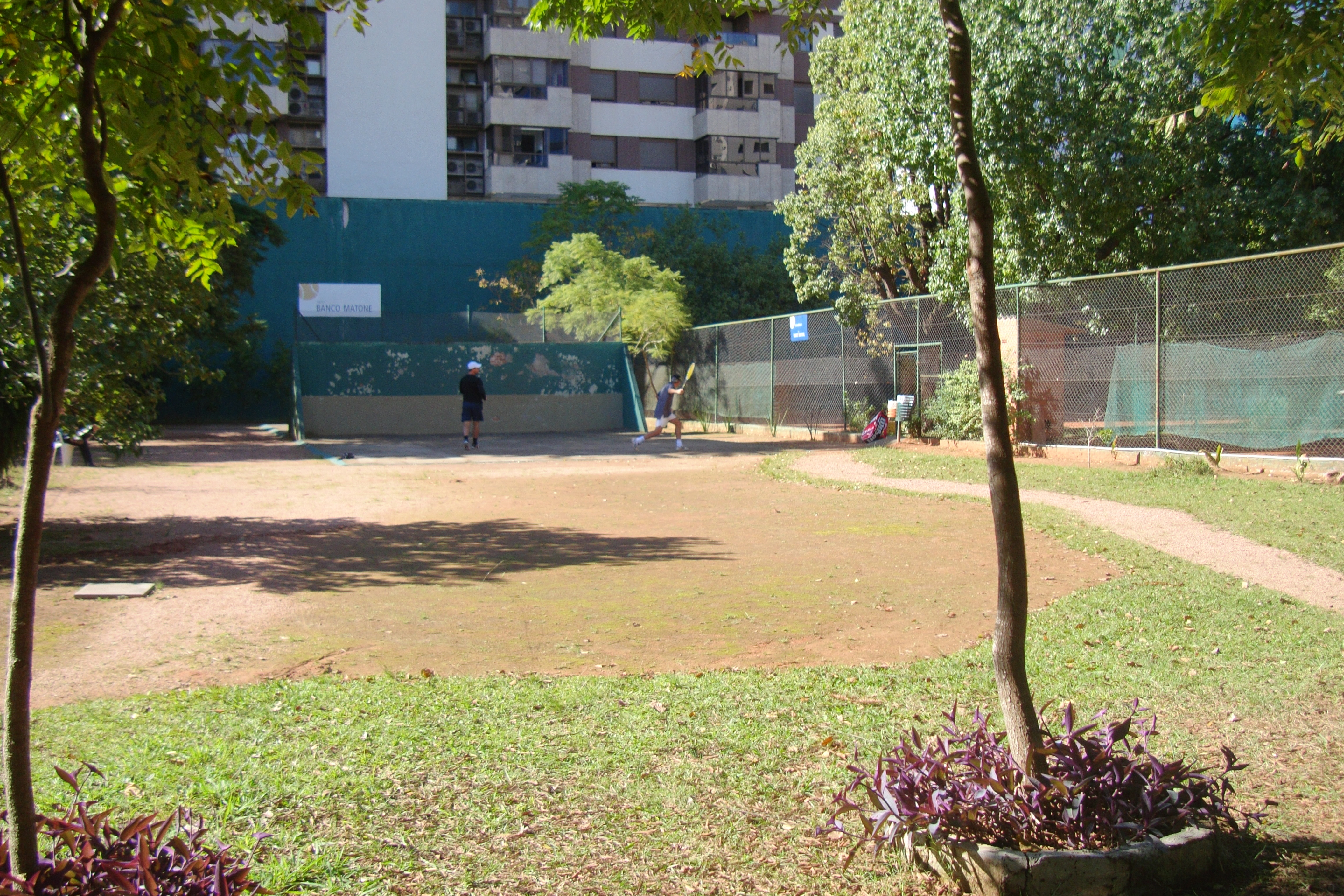
Parque Tenístico José Montaury
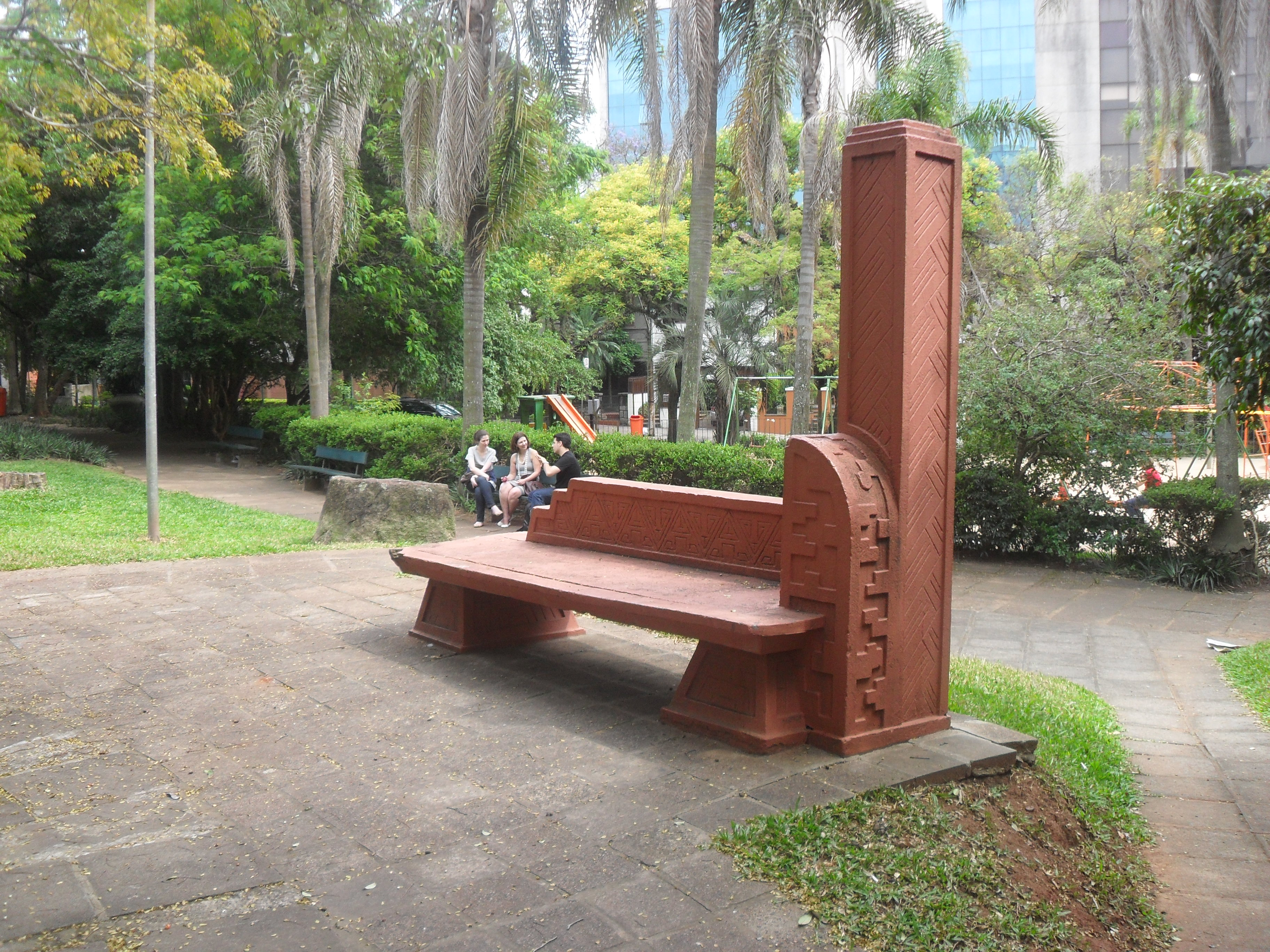
Praça Doutor Maurício Cardoso

### Bibliográficas
- FRANCO, Sérgio da Costa. Porto Alegre: Guia histórico. Porto Alegre: Editora Universidade/UFRGS, 1992. p. 281-283.
- SANHUDO, Ary Veiga. Porto Alegre: Crônicas da minha cidade. vol. 1. 2º edição. Porto Alegre: Ed. Escola Superior de Teologia, Instituto Estadual do Livro, Caxias do Sul, Universidade de Caxias do Sul, 1979. p. 244-246.
- MACEDO, Francisco Riopardense. Porto Alegre, história e vida da cidade. Porto Alegre: Editora da Universidade/UFRGS, 1973. p. 193-196.
- CARNEIRO MONTEIRO, Eunice Köhler. Moinhos de Lembranças. Porto Alegre: Palotti, 2003.